# Robert Gnehm

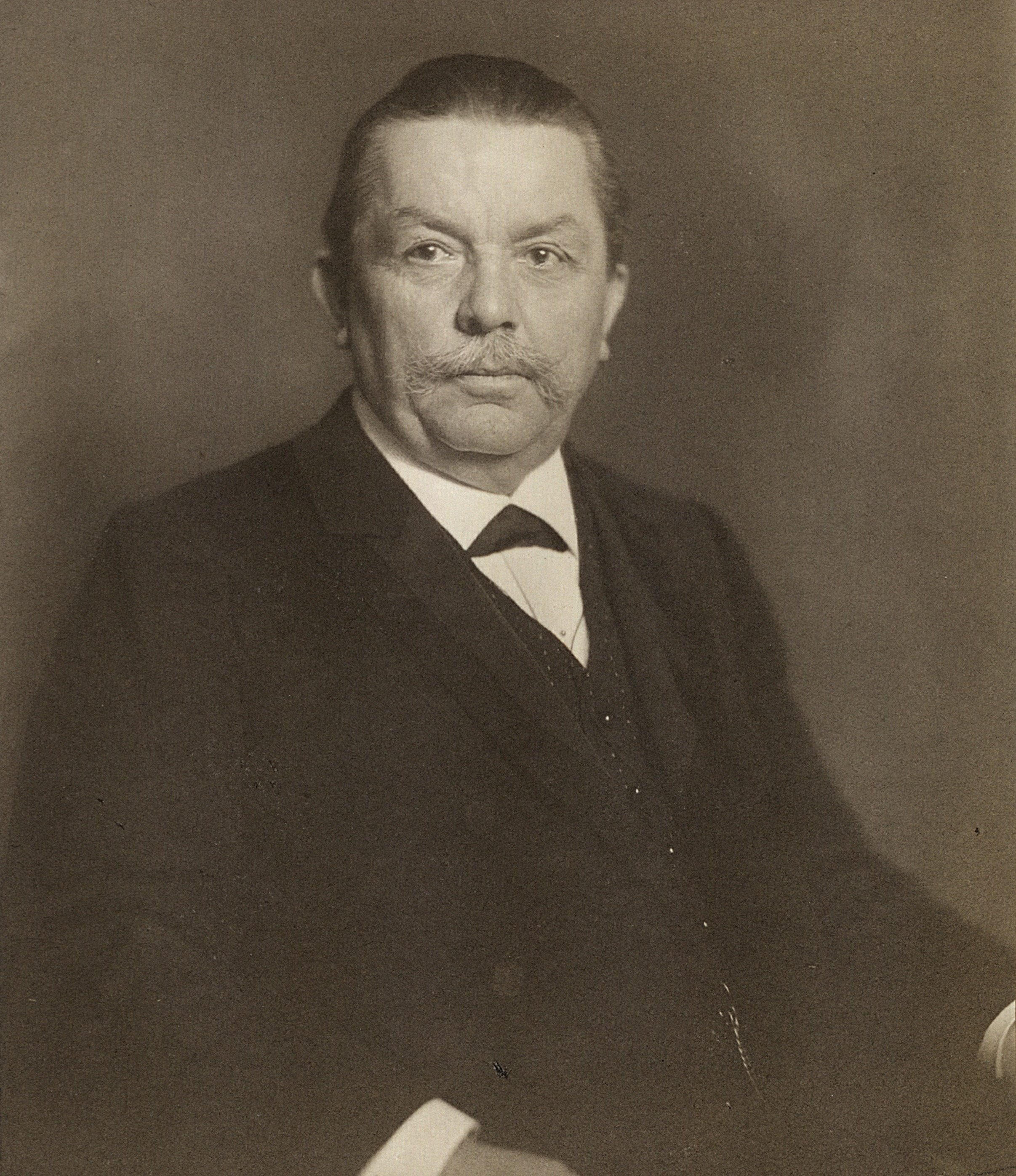
Robert Gnehm

Robert Gnehm (* 21. August 1852 in Stein am Rhein; † 4. Juni 1926 in Zürich) war ein Schweizer Chemiker.
Robert Gnehm studierte am Eidgenössischen Polytechnikum Zürich Chemie und wurde dann Assistent von Emil Kopp. Nach einiger Zeit als Vertretung des verstorbenen Kopp arbeitete er in der Wirtschaft. Von 1894 bis 1904 war er Professor am Polytechnikum Zürich und massgeblich am Umbau der ETH Zürich beteiligt. Seine Tochter Marie Gnehm gründete nach seinem Tod die Robert-Gnehm-Stiftung.